# HD 36166
HD 36166，又名BD+01 1032，SAO 112830、HR 1833，是一颗恒星，视星等为5.78，位于銀經201.67，銀緯-17.19，其B1900.0坐标为赤經5h 24m 43.3s，赤緯+1° -17.19′ 37″。